# Консез
Консе́з (фр. Concèze, окс. Concèsa) — коммуна во Франции, находится в регионе Лимузен. Департамент — Коррез. Входит в состав кантона Жюийак. Округ коммуны — Брив-ла-Гайярд.
Код INSEE коммуны — 19059.
Коммуна расположена приблизительно в 400 км к югу от Парижа, в 60 км южнее Лиможа, в 35 км к западу от Тюля.

## Население
Население коммуны на 2008 год составляло 411 человек.
| 1962 | 1968 | 1975 | 1982 | 1990 | 1999 | 2008 |
| ---- | ---- | ---- | ---- | ---- | ---- | ---- |
| 364  | 418  | 403  | 369  | 362  | 402  | 411  |

## Администрация
| Период | Период | Фамилия     | Партия | Примечания |
| ------ | ------ | ----------- | ------ | ---------- |
| 2001   | 2008   | Жорж Масари |        |            |
| 2008   |        | Жан Десей   |        |            |

## Экономика
В 2007 году среди 250 человек в трудоспособном возрасте (15-64 лет) 192 были экономически активными, 58 — неактивными (показатель активности — 76,8 %, в 1999 году было 76,0 %). Из 192 активных работали 174 человека (95 мужчин и 79 женщин), безработных было 18 (7 мужчин и 11 женщин). Среди 58 неактивных 14 человек были учениками или студентами, 33 — пенсионерами, 11 были неактивными по другим причинам.

## Достопримечательности
- Церковь Сен-Жюльен (XII—XIII век). Памятник истории с 1922 года[3]

## Фотогалерея
- Церковь Сен-Жюльен
- Карта коммуны